# Myxobolus mugcephalus
Myxobolus mugcephalus is een microscopische parasiet uit de familie Myxobolidae. Myxobolus mugcephalus werd in 1980 beschreven door Narasimhamurti. 